# McAlester (Oklahoma)
McAlester település az Amerikai Egyesült Államok Oklahoma államában, Pittsburg megyében, melynek megyeszékhelye is. Lakosainak száma 18 171 fő (2020. április 1.).

## Népesség
A település népességének változása:

| 2010 | 18 383 |
| 2020 | 18 171 |